# 樋口助弘
樋口 助弘（ひぐち すけひろ、1896年4月7日 - 1958年8月9日）は、放射線科医師。九州大学医学部講師。東京慈恵会医科大学教授。
日本で放射線が医療に利用されたはじめから、主としてエックス線の利用による診断、治療に関する研究に従事、その成果を数多くの論文に発表し、特に放射線障害の研究、放射線保護物質の研究を行い、1956年(昭和31年)文部省科学研究費による総合研究、特に「放射能の人体最大許容量の決定」については、研究班長としての取りまとめにあたるなど、多方面に大きな足跡を残した。

## 経歴
新潟県南魚沼郡湯沢町出身。新潟県立長岡中学校、第六高等学校卒業。1922年(大正11年)九州帝国大学医学部卒業。北里研究所や九州大学助手を経て、九州大学講師。1927年(昭和2年)、「人の同種血球の溶解素についての研究」で医学博士。翌年から一年間、欧州留学し、レントゲン物療学を修めた。 帰国後は、1932年、東京慈恵会医科大学教授、放射線物療科学部長、1938年、日本レントゲン学会長、1941年、学術研究会議放射線医学協議委員などを歴任。 
戦後、1947年、日本医学放射線学会長、日本放射線技術学会名誉会長、1948年、日本学術振興会第115小委員会委員、財団法人東京慈恵会医科大学理事、日本医学会幹事。1950年、社団法人日本医学放射線学会総務理事、1952年、診療エックス線技師国家試験委員長、科学技術行政協議会専門委員、1953年、医師国家試験委員、1954年、社団法人日本放射性同位元素協会理事、1955年、診療エックス線技師国家試験委員長、日本医学会評議員、日本工業標準調査会委員、1956年、日本学術会議原子力特別委員会委員、厚生省成人病予防対策協議連絡会委員、文部省科学研究費等分科審議会委員、原子力委員会専門委員、日本原子力研究所放射線防護委員、文部省大学設置審議会臨時委員、1957年、放射線医学総合研究所長(初代)、日本工業標準調査会委員、国立遺伝学研究所評議員、日本学術会議原子力特別委員会委員幹事、日本学術会議放射線影響調査特別委員会委員医学班主任、原子力委員会専門委員、放射線審議会委員を務めた。
1958年(昭和33年)、正五位勲四等瑞宝章。